# Estadio Heliodoro Rodríguez López
El Estadio Heliodoro Rodríguez López, también conocido simplemente como el Heliodoro, es un estadio de fútbol ubicado en la ciudad de Santa Cruz de Tenerife en Tenerife, España. Fue construido el 25 de julio de 1925 y es la sede del Club Deportivo Tenerife desde el mismo año. Desde entonces el Heliodoro ha albergado los encuentros de local del club, aunque el estadio es propiedad del Cabildo de Tenerife. El estadio también ha acogido todas las finales de la Copa Heliodoro Rodríguez López, algunos partidos del filial, de fútbol femenino, 3 partidos de la selección española de fútbol y la tradicional Cabalgata de los Reyes Magos.
El arquitecto José Enrique Marrero Regalado fue el encargado de la remodelación del estadio en 1950. Desde entonces, el estadio no experimentó mayores cambios hasta 1992, cuando el aforo se aumentó a 20 000 localidades. Durante los años 1995 y 2001 el estadio sufrió nuevos cambios y desde entonces tiene una capacidad para 22 948 espectadores. En el año 2025, coincidiendo con el centenario del estadio, se remplazan las butacas fijas por butacas autoabatibles, reduciéndose el aforo a 22 483 espectadores.

## Historia
El Club Deportivo Tenerife, fundado en 1912, originalmente disputaba sus partidos como local en el Campo de Miraflores, ubicado en la confluencia de las calles Alfaro y Miraflores, en Santa Cruz de Tenerife. Este terreno le fue cedido en diciembre del mismo año por Edmundo Caulfield, un ayudante de obras públicas.

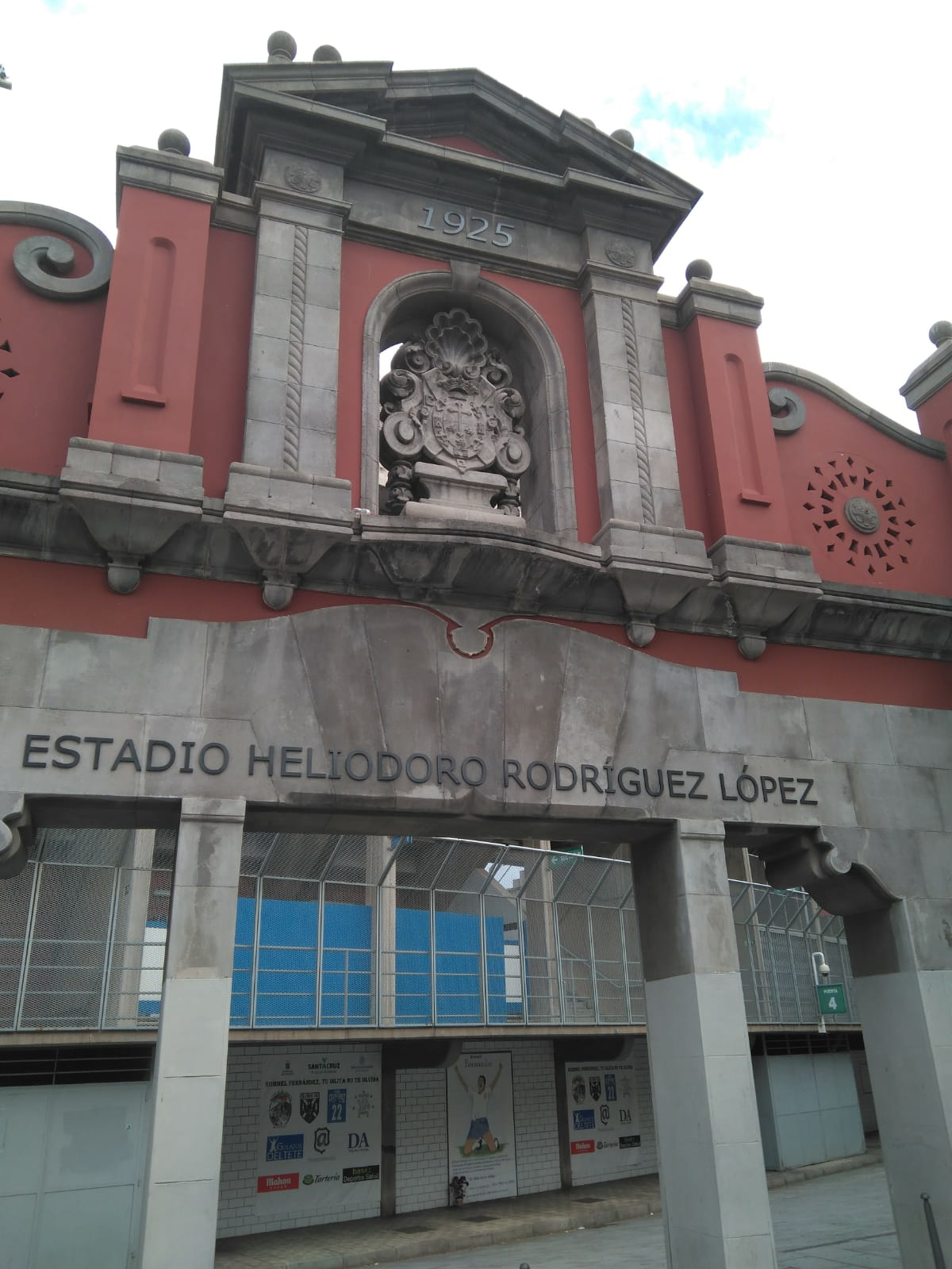
Vieja entrada del estadio

Debido a impagos por parte del club a Edmundo, la posibilidad de jugar en Miraflores y la continuidad del club empezó a peligrar. En julio del año 1922, el secretario de la entidad convocó una junta general para anunciar que la directiva presidida por Jacinto Casariego había dimitido, por lo que posteriormente se le entregaron las llaves del campo a su dueño por no poder asumir el alquiler. A pesar de ello, tres años después, el equipo desembolsó cerca 250 000 pesetas para la construcción del Stadium.
Juan Yanes Rodríguez, primer presidente del club, participó en la construcción del estadio y, junto con Sixto Pérez, se convirtió en uno de los máximos impulsores del proyecto, ya que donaron grandes cantidades de dinero.
En junio de 1925 se anunció un puesto y se buscó candidatos para el cargo de administrador del Stadium por un sueldo mensual de cuatrocientas pesetas y un cinco por ciento del dinero que se obtuviera. El primer partido celebrado fue el 25 de julio de 1925 entre Tenerife y Marino Fútbol Club, el cual resultó en victoria de los tinerfeños por 2 a 1.
Años más tarde, en 1946, con el fin de mejorar el recinto, se formó una comisión liderada por el presidente Heliodoro Rodríguez López que decidió que el arquitecto Marrero Regalado se encargara de la remodelación, que amplió el aforo a 7000 personas. Debido a los esfuerzos de Heliodoro por intentar ayudar y mejorar el club y el estadio, la comisión y la asamblea del Tenerife solicitaron a la Federación Española que le concediera la Real Orden del Mérito Deportivo. En julio del mismo año recibió la medalla.

«Concesión de la Medalla de Oro al Mérito Deportivo en atención a la gran labor realizada en su cargo en los muchos años que lleva al frente del Tenerife, haciendo posible que Santa Cruz de Tenerife tenga un Stadium de primer nivel»
Asamblea del Club Deportivo Tenerife (1946).

El 4 de marzo de 1950, mientras estaba en el cargo de presidente, Heliodoro falleció. En su honor, se cambió el nombre del recinto al de Estadio Heliodoro Rodríguez López. Días después, el 13 de marzo y a propuesta del Club Deportivo Iberia, la Federación Tinerfeña de Fútbol inició una suscripción para poner un monumento al fallecido. A finales de 1950, la recién creada Unión Deportiva Tenerife empezó a jugar en el nuevo Heliodoro a través de un convenio con el Club Deportivo Tenerife, pero dos años después se mudó al Campo de La Manzanilla. Cabe mencionar que durante un partido correspondiente a la promoción de ascenso a Segunda División de 1951 entre la Unión Deportiva y el Levante se dio el mayor lleno del fútbol tinerfeño hasta la fecha.

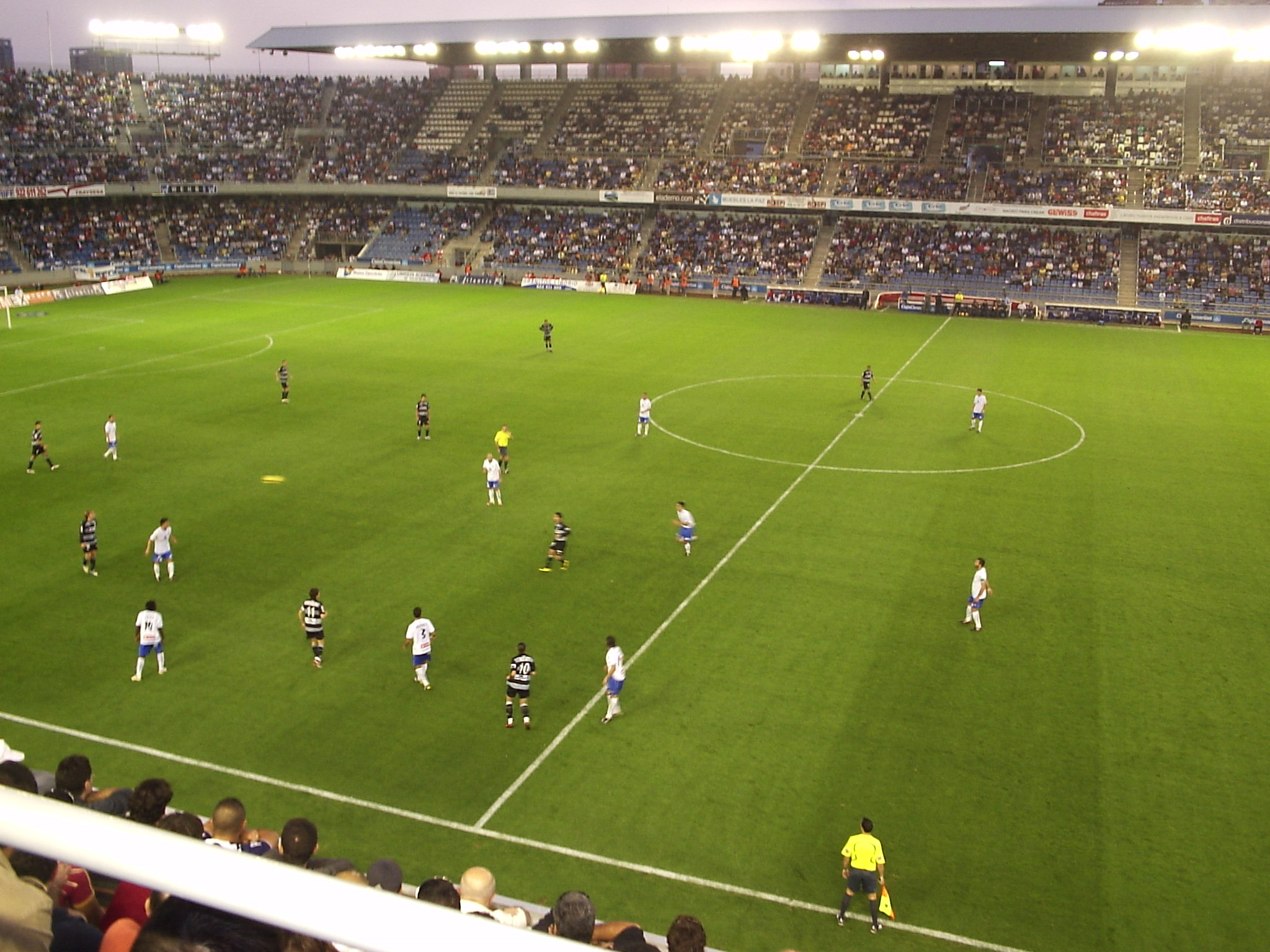
Partido del CD Tenerife frente a la Real Sociedad en la temporada 2007-08

El estadio es propiedad del Cabildo Insular de Tenerife. A mediados de los años sesenta el Cabildo Insular de Tenerife asumió la propiedad del estadio a cambio de sufragar la deuda del equipo; poco tiempo después el Club Deportivo Tenerife recuperó el estadio y lo reincorporó a su patrimonio; sin embargo, una década después se repitió la delicada situación económica, con lo que, a día de hoy, el estadio sigue siendo propiedad del Cabildo Insular de Tenerife.

### Reformas
En la década de los noventa, con motivo del regreso a Primera División del equipo, fue sometido a una remodelación total, encargada al arquitecto Carlos Schwartz, siguiendo un diseño basado en el Mini Estadi, estadio de la cantera del Fútbol Club Barcelona, aunque muchos lo comparan con la Bombonera. La culminación de la última fase data del año 2001, en la cual se construyó la grada de San Sebastián Alta, por lo cual, todas las gradas del estadio ya tenían dos pisos. El estadio carece de pistas de atletismo.

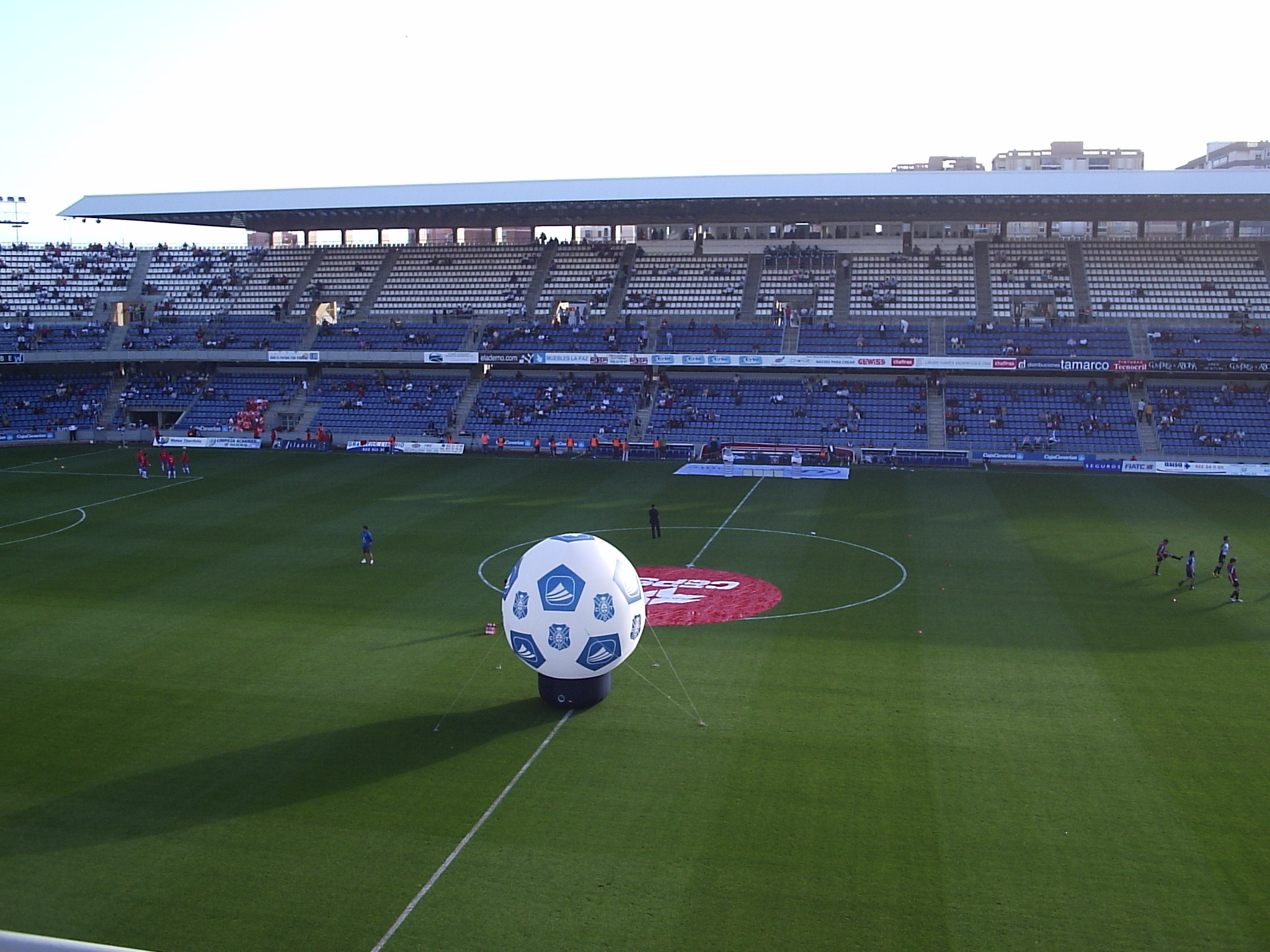
Vista del estadio antes del comienzo de un partido

La propia reforma del estadio conllevó el cambio de algunas características básicas de las gradas. Las dos gradas laterales, Tribuna y San Sebastián (sita en la calle del mismo nombre) fueron derribadas y reconstruidas, manteniendo la misma planta. Sin embargo, los dos fondos cambiaron sustancialmente. General de Pie, que era recta, pasó a tener una ligera forma de herradura, llamándose Anfiteatro al piso superior. Con la conversión de los estadios a "Todo sentado", ambas gradas cambiaron su nombre a Popular Baja y Popular Alta, también llamadas popularmente Grada de Gol y Anfiteatro, respectivamente. La grada del fondo contrario, Herradura, vio reducida su curvatura para homogeneizarla con Popular. Herradura es más cara que Popular puesto que no le afecta la puesta de sol en los partidos vespertinos.
En 2003 comenzaron las obras para convertir el antiguo terraplén anexo al Estadio en un centro comercial con aparcamientos, cuya entrada en funcionamiento se consumó a mediados de 2006. También está en el aire un antiguo proyecto de Javier Pérez Pérez que pretendía trasladar el polideportivo municipal, actualmente junto al Estadio, y peatonalizar la Calle San Sebastián, para convertir los aledaños del Estadio en un gran centro de ocio. Tiene unas dimensiones de 107 x 70 metros, lo que lo convierte en el estadio de fútbol más grande de Canarias en cuanto a superficie del terreno de juego se refiere.
En verano de 2009 y, después del ascenso a Primera División, comenzaron las obras de mejora de acondicionamiento a la categoría, entre las que se incluían la mejora y reubicación del palco, la creación de las oficinas del club en la grada de Popular y la mejora de accesos a las gradas. El rectángulo de juego tiene unas dimensiones de 107 x 70 metros, lo que lo convierte en el estadio con mayor superficie de terreno de juego de España.

## Estructura e instalaciones

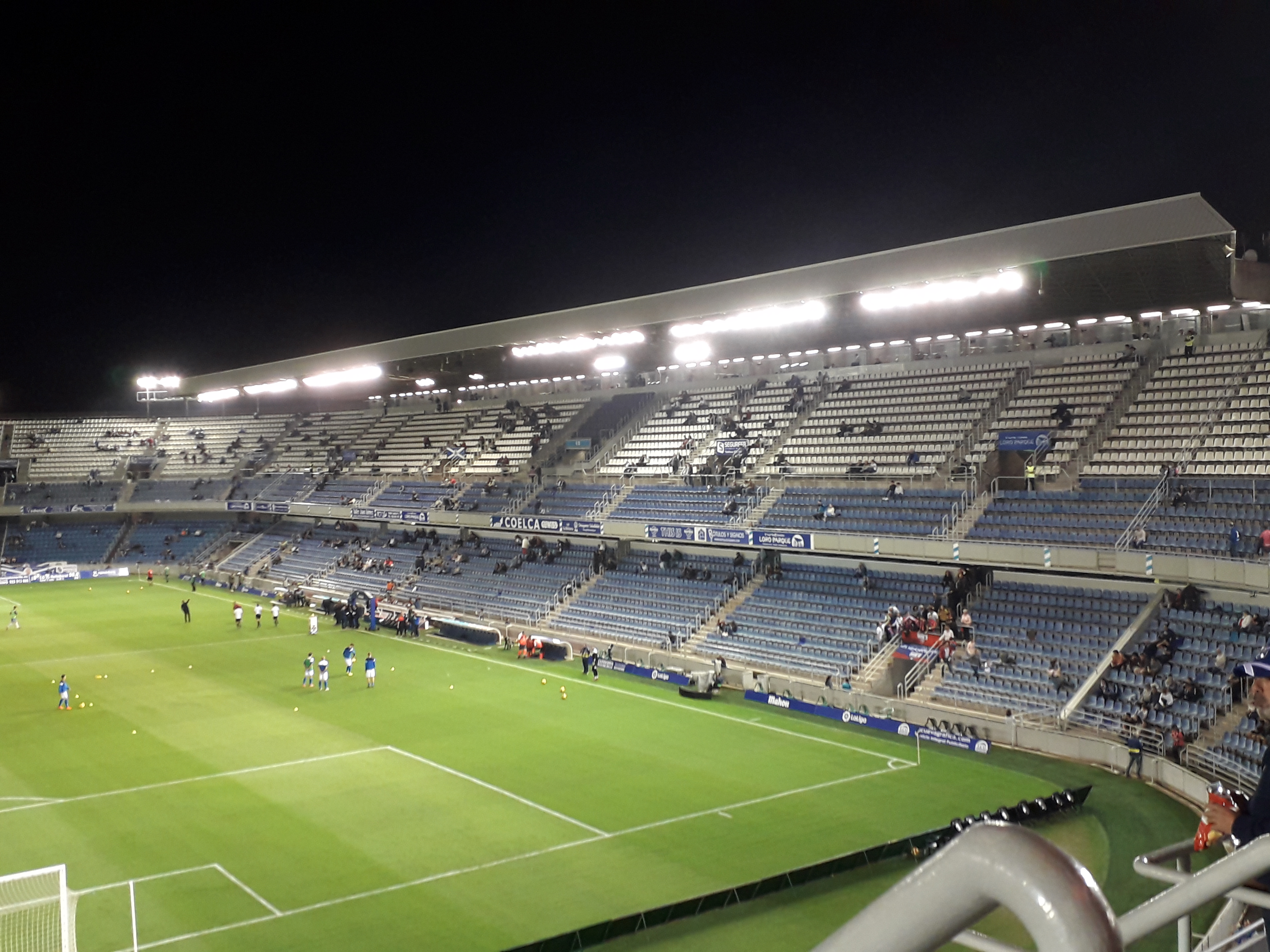
Imagen de la grada de Tribuna

El terreno de juego se encuentra rodeado por cuatro tribunas, todas las cuales tienen asientos para todos los espectadores y están divididas en dos niveles (alto y bajo). Las gradas se llaman Tribuna, San Sebastián, Herradura y Popular. La capacidad total del estadio es de 22 948 espectadores. La Popular es adyacente a la plaza José Antonio Barrios (exjugador del club), la Tribuna a la calle La Mutine, la Herradura a la calle Heliodoro Rodríguez López y, por su parte, la San Sebastián a una calle con el mismo nombre.
Las dimensiones de la cancha son de 107 x 70 m, dentro de los límites que marca la normativa de la Liga de Fútbol Profesional (LFP), que son entre 90 y 120 metros de largo y entre 45 y 90 de ancho. El césped es del tipo Magnum Roll, y cuenta con un sistema de riego a través de aspersores con efecto de 7,5 kW de potencia nominal.
El estadio contiene 200 m² de salas de prensa y radio situadas en Herradura. El vestuario del equipo local se encuentra debajo de la grada de Tribuna; el visitante y el de los árbitros se encuentra en el ala izquierda del graderío. En la parte baja de San Sebastián hay veintisiete palcos Vip que disponen de televisión y refrigeradores. Las autoridades del club se sitúan en un palco ubicado en Tribuna.
Alrededor del estadio hay treinta y cinco puertas que permiten el acceso al interior. La venta de entradas se realiza en las taquillas que se encuentran en el exterior de la grada de Herradura. Por otro lado, en la puerta dos se halla el acceso para discapacitados; la ventanilla de incidencias está junto a la puerta ocho.

## Transporte
El Estadio Heliodoro Rodríguez López se encuentra en el centro de la ciudad de Santa Cruz de Tenerife. Cuenta con plazas de aparcamiento cercanas, como la de Tome Cano y la de Góngora. La estación de transportes públicos más próxima es la del Intercambiador de Transportes de Santa Cruz, situada a diez minutos a pie del estadio, en la Avenida Tres de Mayo. El puerto de la ciudad, que enlaza con las demás islas del archipiélago canario a través de transbordadores, se encuentra también a diez minutos de distancia.

## Otros usos

### Selección española
En total, la selección de España ha disputado 4 encuentros en el estadio. El primer partido se jugó el 13 de diciembre de 1989, en un amistoso contra Suiza en el que la selección española ganó por 2 a 1, con goles de Míchel González y de, por el entonces jugador del Tenerife, Felipe Miñambres. Un día antes del partido, las dos selecciones tuvieron que entrenar en la La Laguna porque no se les dejó utilizar el estadio para que estuviera en mejores condiciones para el enfrentamiento. El segundo encuentro fue un amistoso disputado el 9 de febrero de 1994 contra Polonia; quedó en empate a un gol, y Sergi Barjuan anotó por parte de España.Posteriormente, se jugó un partido de clasificación para el Mundial de 1998 ante Eslovaquia por el que España salió victoriosa como local 4 a 1. El último partido internacional disputado en el Heliodoro fue un encuentro de fase de grupos de la UEFA Nations League 2024-25 ante Suiza. El partido se celebró el 18 de noviembre de 2024 y España ganó por 3 a 2 con goles de Yeremi Pino, Bryan Gil y Bryan Zaragoza como local.

#### Partidos
| Amistoso; 13 de diciembre de 1989 | España                                     | 2:1     | Suiza           |                                                               |                                                               |
|                                   | Míchel González 52' · Felipe Miñambres 61' | Reporte | Adrian Knup 48' | Asistencia: 22 000 espectadores Árbitro(s): Concetto Lo Bello | Asistencia: 22 000 espectadores Árbitro(s): Concetto Lo Bello |

| Amistoso; 9 de febrero de 1994 | España            | 1:1     | Polonia           |                                                             |                                                             |
|                                | Sergi Barjuan 18' | Reporte | Roman Kosecki 37' | Asistencia: 20 000 espectadores Árbitro(s): Martin Bodenham | Asistencia: 20 000 espectadores Árbitro(s): Martin Bodenham |

| Clasificación Mundial 1998; 13 de noviembre de 1996 | España                                                                               | 4:1     | Eslovaquia       |                                                         |                                                         |
|                                                     | Juan Antonio Pizzi 39' · Guillermo Amor 46' · Luis Enrique 57' · Fernando Hierro 61' | Reporte | Dušan Tittel 40' | Asistencia: 15 000 espectadores Árbitro(s): Markus Merk | Asistencia: 15 000 espectadores Árbitro(s): Markus Merk |

| UEFA Nations League 2024-25; 18 de noviembre de 2024 | España                                                 | 3:2     | Suiza                               |                                                             |                                                             |
|                                                      | Yeremi Pino 32' · Bryan Gil 68' · Bryan Zaragoza 90+3' | Reporte | Joël Monteiro 63' · Andi Zeriqi 85' | Asistencia: 22 000 espectadores Árbitro(s): Bastian Dankert | Asistencia: 22 000 espectadores Árbitro(s): Bastian Dankert |

### Fútbol femenino
El primer partido de fútbol femenino jugado en el estadio enfrentó a la UDG Tenerife y a la Unión Deportiva Tacuense, un partido considerado como el «derbi canario» o «derbi tinerfeño» femenino. El encuentro, correspondiente a la jornada 23 de la Primera División femenina 2016-17, se jugó el 25 de marzo de 2017 y acudieron a verlo 7.497 personas. La UDG Tenerife ejerció como local y ganó por 2 a 0, con goles de Ana González y Virgy García. El segundo y último disputado fue entre la UDG Tenerife y el Sevilla Fútbol Club. Se celebró el 4 de noviembre de 2018 y acudieron aproximadamente 2500 personas. El encuentro acabó con victoria de las insulares por 2 a 1, con goles de Estella y Paloma Lázaro por parte local. Los abonados del Tenerife tuvieron descuentos en las entradas y los del Granadilla acudieron gratis.

### Conciertos

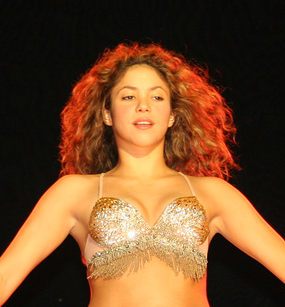
En 2006, Shakira realizó un concierto en el estadio correspondiente a su Tour Fijación Oral

Además de acontecimientos deportivos, el estadio alberga conciertos de forma ocasional y es uno de los mayores recintos de este tipo en la isla, con una capacidad máxima de 35 000 espectadores, cifra que se alcanzó en el concierto que dio el cantante colombiano Juanes el 13 de julio de 2008. 
| Año                      | Artistas   | Gira                    |
| ------------------------ | ---------- | ----------------------- |
| 31 de mayo de 2003       | Maná       | Revolución de Amor Tour |
| 5 de julio de 2006       | Shakira    | Tour Fijación Oral      |
| 12 de julio de 2007      | Maná       | Amar es Combatir Tour   |
| 13 de julio de 2008      | Juanes     | La vida World Tour      |
| 24 de septiembre de 2011 | Maná       | Drama y Luz World Tour  |
| 30 de junio de 2012      | Sting      | Back to Bass Tour       |
| 21 de agosto de 2015     | Maná       | Cama incendiada Tour    |
| 8 de julio de 2017       | Aerosmith  | Aero-Vederci Baby! Tour |
| 29 de junio de 2024      | Ed Sheeran | The Mathematics Tour    |